# Gatak
Gatak är en ort i Indonesien.   Den ligger i provinsen Jawa Tengah, i den västra delen av landet, 500 km öster om huvudstaden Jakarta. Gatak ligger 144 meter över havet och antalet invånare är 48 959.
Terrängen runt Gatak är lite kuperad.Runt Gatak är det tätbefolkat, med 881 invånare per kvadratkilometer. Närmaste större samhälle är Surakarta, 14,5 km öster om Gatak. Trakten runt Gatak består till största delen av jordbruksmark.